# Liste der Bodendenkmäler im Speinsharter Forst
Auf dieser Seite sind die Bodendenkmäler in dem Oberpfälzer gemeindefreien Gebiet Speinsharter Forst zusammengestellt. Diese Tabelle ist eine Teilliste der Liste der Bodendenkmäler in Bayern. Grundlage ist die Bayerische Denkmalliste, die auf Basis des Bayerischen Denkmalschutzgesetzes vom 1. Oktober 1973 erstmals erstellt wurde und seither durch das Bayerische Landesamt für Denkmalpflege geführt wird. Die folgenden Angaben ersetzen nicht die rechtsverbindliche Auskunft der Denkmalschutzbehörde.

| Lage                          | Objekt                                                      | Akten-Nr.     | Bild |
| ----------------------------- | ----------------------------------------------------------- | ------------- | ---- |
| Speinsharter Forst (Standort) | Ein vorgeschichtlicher Grabhügel.                           | D-3-6136-0035 |      |
| Speinsharter Forst (Standort) | Redoute der Kurbayerischen Landesdefensionslinie (1702/03). | D-3-6236-0010 |      |